# Tommy Berggren
Tommy Berggren (* 20. April 1950; † 4. Dezember 2012) war ein schwedischer Fußballspieler. In der Allsvenskan-Spielzeit 1978 wurde er Torschützenkönig der Allsvenskan und im selben Jahr in die schwedische Nationalmannschaft berufen.

## Werdegang
Berggren debütierte im Lauf der Erstliga-Spielzeit 1968 für Djurgårdens IF in der Allsvenskan. Zunächst lief er für den Klub als Abwehrspieler auf. Mit dem Klub belegte er an der Seite von Spielern wie Sven Lindman, Ove Rübsamen und Dan Brzokoupil oftmals Plätze im vorderen Mittelfeld der Liga. In der Spielzeit 1974 spielte er sich unter Trainer Antonio Durán erstmals in den Kreis der Nationalmannschaft, wurde jedoch von einer Verletzung gebremst und letztlich von Nationaltrainer Georg Ericson nicht berufen.
Berggren zeichnete sich oftmals dadurch aus, dass er in den letzten Spielminuten seine Position in der Abwehr aufgab, um in der Offensive mitzuhelfen, und somit zu einigen Punktgewinnen beitrug. Nachdem sich Stürmer Anders Grönhagen verletzt hatte, avancierte er damit in der Spielzeit 1977 mit fünf Saisontoren zum besten vereinsinternen Torschützen. Daraufhin beförderte ihn Trainer Bengt Persson neben Grönhagen in die Sturmspitze, was ihm Berggren mit 19 Saisontoren dankte. Zwar belegte er damit mit dem Klub lediglich den fünften Tabellenplatz, in der Torschützenliste der Allsvenskan belegte er jedoch vor Billy Ohlsson von Hammarby IF den ersten Rang. Aufgrund seiner Treffsicherheit kam er zudem im Saisonverlauf zu seinem Nationalmannschaftsdebüt. Bei seinem ersten Spiel am 16. August des Jahres gegen die dänische Nationalmannschaft kam er als Einwechselspieler für Thomas Sjöberg zum Einsatz und krönte sein Debüt mit dem schwedischen Ehrentreffer bei der 1:2-Niederlage. Bis zum Jahresende bestritt er insgesamt drei Länderspiele, einzig bei der 1:3-Auswärtsniederlage gegen die Auswahl der Tschechoslowakei im Rahmen der Qualifikation zur Europameisterschaft 1980 stand er in der Startelf.
Berggren konnte in der Folge nicht an seine Torerfolge anknüpfen, in der Spielzeit 1979 trat er als fünffacher Torschütze in Erscheinung. Auch in den folgenden Jahren blieb er als Torschütze hinter Grönhagen und dem Nachwuchstalent Hans Holmqvist zurück. Am Ende der Spielzeit 1981, in der er drei Tore erzielt hatte, stieg er mit dem Klub als Tabellenletzter in die Zweitklassigkeit ab. Zwar gelang in der Division 2 Norra vor Gefle IF der Staffelsieg, in der Aufstiegsrunde scheiterte er jedoch mit der Mannschaft am Lokalrivalen AIK. Nach der 1:2-Hinspielniederlage war sein Treffer zum 2:2-Ausgleich im Rückspiel zu wenig. Kurze Zeit später beendete er seine aktive Karriere beim Klub.